# 玉名カントリークラブ
玉名カントリークラブ（たまなカントリークラブ）は、熊本県玉名市石貫に広がるゴルフ場である。

## 概要
玉名カントリークラブは、新たなゴルフ場建設に向け、「株式会社ヤマサキ」がゴルフ場経営に乗り出したことに始まる。コース設計は福高観光開発の照山岩男が、工事は戸田建設株式会社が行い、1976年（昭和51年）10月3日、18ホール規模のゴルフ場が開場された。ゴルフ場は、全体的に距離があるがフェアウエイは広くアンジュレーションがある、特にミドルホールを如何に攻めるかが鍵になる。また、日本のプロゴルフメジャー大会の1つ、日本プロゴルフ協会主催競技でもあり、日本選手権大会に相当する、日本プロゴルフ選手権大会などの開催実績がある。

## 所在地
〒865-0008 熊本県玉名市石貫3987番地

## コース情報
- 開場日 - 1976年10月3日
- 設計者 - 福高観光開発 照山 岩男
- 面積 - 1,000,000m2（約30.2万坪）
- コースタイプ - 丘陵コース
- コース - 18ホールズ、パー72、6,638ヤード、コースレート73.7
- グリーン - 2グリーン、ニューベント、ベント（ペンクロス）
- フェアウエイ - コーライ
- ラフ - ノシバ
- ハザード - バンカー70、池が絡むホール4
- プレースタイル - 乗用カート(5人乗り)自走式、全組キャディ・カート付
- 練習場 - 16打席 270ヤード
- 休場日 - 不定休（指定休日） [3][4]

## クラブ情報
- ハウス面積 - 1,791m2（541.7坪）
- ハウス設計 - 戸田建設株式会社
- ハウス施工 - 戸田建設株式会社[3][4]

## ギャラリー
- コース - 「玉名カントリークラブ」、コースガイド
- ハウス - 「玉名カントリークラブ」、施設案内

## 交通アクセス
- 鉄道 - 鹿児島本線（JR九州） - 玉名駅よりタクシー利用 約7分
- 道路 - 九州自動車道 - 菊水ICより 7km[5]

## メジャー選手権
- 2005年（平成17年） - 第73回 日本プロゴルフ選手権大会開催[6]

## 関連文献
- 『ふるさと飛行 福岡県航空写真集』、「玉名カントリークラブ」、福岡 西日本新聞社、1983年10月、2020年9月18日閲覧
- 『ゴルフ場ガイド 西版』、2006-2007、「玉名カントリークラブ（熊本県）」、東京 ゴルフダイジェスト社、2006年5月、2020年9月18日閲覧
- 『ゴルフ場セミナー』、「クラブハウス探訪 玉名カントリークラブ(熊本県) コンパクトで動線は単純 リニューアルで清潔感アップ」、東京 ゴルフダイジェスト社、2013年7月、2020年9月18日閲覧
- 『ゴルフ場セミナ Course Report(VOL.238)玉名カントリークラブ(熊本県) ゴルフの原点を大切にしつつ仕事はクリエイティブに取組む東京 : ゴルフダイジェスト社2018.112020年9月18日閲覧
- 『月刊ゴルフマネジメント』、「クローズアップ21(その230)多様なコンペ開催、連盟や県協会とも連携 玉名カントリークラブ 働き方改革に着目し、従業員の意識改革を実践」、東京 一季出版、2020年3月、2020年9月18日閲覧